# Bihenduloceras
Bihenduloceras – rodzaj głowonogów z wymarłej podgromady amonitów.
Żył w okresie jury (tyton).